# Eleccions legislatives albaneses de 2013
El 23 de juny de 2013 es van celebrar eleccions legislatives a Albània. El resultat va ser la victòria de l'Aliança per a una Albània Europea, encapçalada pel Partit Socialista i el seu líder, Edi Rama. El llavors primer ministre, Sali Berisha, de l'Aliança per a l'Ocupació, la Prosperitat i la Integració, liderada pel Partit Democràtic, va reconèixer la seva derrota el 26 de juny, la qual cosa es va considerar un senyal de la creixent maduresa democràtica d'Albània.